# San Luis del Palmar
San Luis del Palmar ist die Hauptstadt des gleichnamigen Departamento San Luis del Palmar in der Provinz Corrientes im Nordosten Argentiniens. In der Klassifizierung der Gemeinden in der Provinz Corrientes zählt San Luis del Palmar (Corrientes) zur 2. Kategorie.

## Geografie
Die Stadt wird im Norden tangiert vom Rio Riachuelo.

## Infrastruktur, Wirtschaft
San Luis del Palmar ist derzeit (2018) ein städtisches Zentrum mit einem großen Bevölkerungswachstum. Die Stadt beherbergt mehrere Einkaufszentren, ein Krankenhaus, Schulen, ein Fußballstadion, zwei christliche Kirchen (katholische Pfarrkirche San Luis Rey de Francia und protestantische Freikirche Iglesia Adventista del Séptimo Día), Händler, Restaurants und einiges mehr.
Es bestehen starke Verbindungen zur nur 24 km entfernten Provinzhauptstadt Corrientes, die es wahrscheinlich erscheinen lassen, dass die Stadt im Conurbano ("Ballungsgebiet") von Gran Corrientes aufgeht.
Signifikant ist die stark steigende Einwohnerzahl: von 10.644 im Jahre 2001 auf 12.287 in 2010 (lt. INEC).